# Psittacula exsul
Psittacula exsul е изчезнал вид птица от семейство Psittaculidae.

## Разпространение
Видът е разпространен в Мавриций.